# Bitva u Dvora Králové
Bitva u Dvora Králové nad Labem (německy Gefecht bei Königinhof) z 29. června 1866 byla předposlední ve Dvoře Králové nad Labem, před velkou bitvou mezi Prusy a Rakušany, ke které došlo o čtyři dny později u Hradce Králové.

## Předcházející situace
27. června v bitvě u Trutnova porazil rakouský X. armádní sbor, pod velením polního podmaršála Ludwiga von Gablenze, pruský I. armádní sbor. Pruské jednotky generála von Bonina tím přišly o roli vedoucí úderné formace a následujícího dne byly nahrazeny gardou prince Augusta von Württemberg. Gablenz se se svými vyčerpanými jednotkami stáhl z Trutnova (Trautenau) do Hajnice (Haindorf) a požádal svého nadřízeného polního zbrojmistra Benedeka o posily. Gablenz se pokusil postup jednotek a udržení pozic řídit koncentrovanou dělostřeleckou palbou. Chtěl tím poskytnou blížící se jednotce IV. sboru poručíka polního maršála hraběte Tassilo Festeticse možnost napadnout gardu z jejího jižního boku. Následkem je 28. června bitva u Žďáru (Soor) a Stříteže (Burkersdorf) poblíž Hajnice. Pruská I. gardová divize pod velením generálporučíka Wilhelma Hillera von Gärtringen donutila rakouské obránce u Studence (Staudenz) k ústupu. Současně s tím mohla dále na sever II. gardová divize pod velením generála Heinricha von Plonski odstřihnout rakouskou Grivicicovu brigádu od zbývajícího X. sboru a tím téměř prakticky úplně bitvu u Stříteže potřít.
Dle rozkazů šéfa generálního štábu von Moltkeho se měly gardové jednotky po bitvách u Stříteže a Starého Rokytníku (Alt Rognitz) spojit s prvním a pátým armádním sborem na Labi u Dvora Králové nad Labem. Generál von Moltke očekával v následujících dnech, mezi Choustníkovým Hradištěm (Gradlitz) a Dvorem Králové nad Labem, sjednocení celé II. armády. Poražení a ustupující Rakušané stavěli stále menší odpor dále pronikavším pruským gardovým jednotkám na Labi.

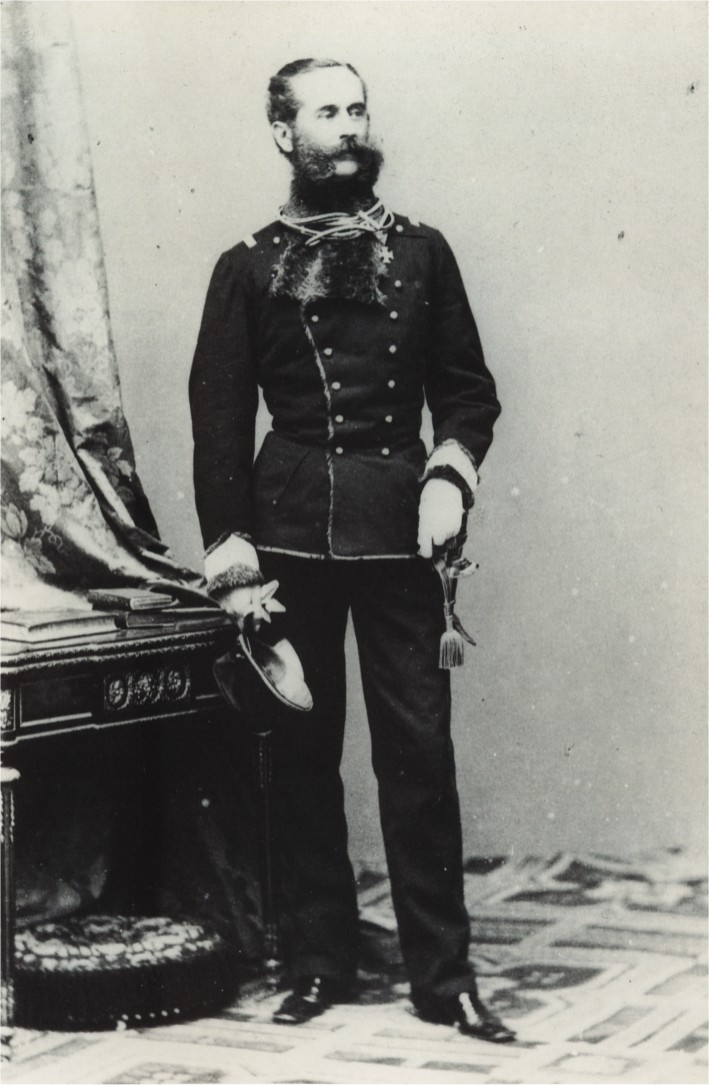
Rakouský generál Ludwig von Gablenz

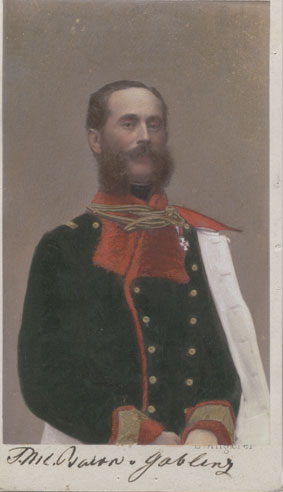
Ludwig Karl Wilhelm von Gablenz

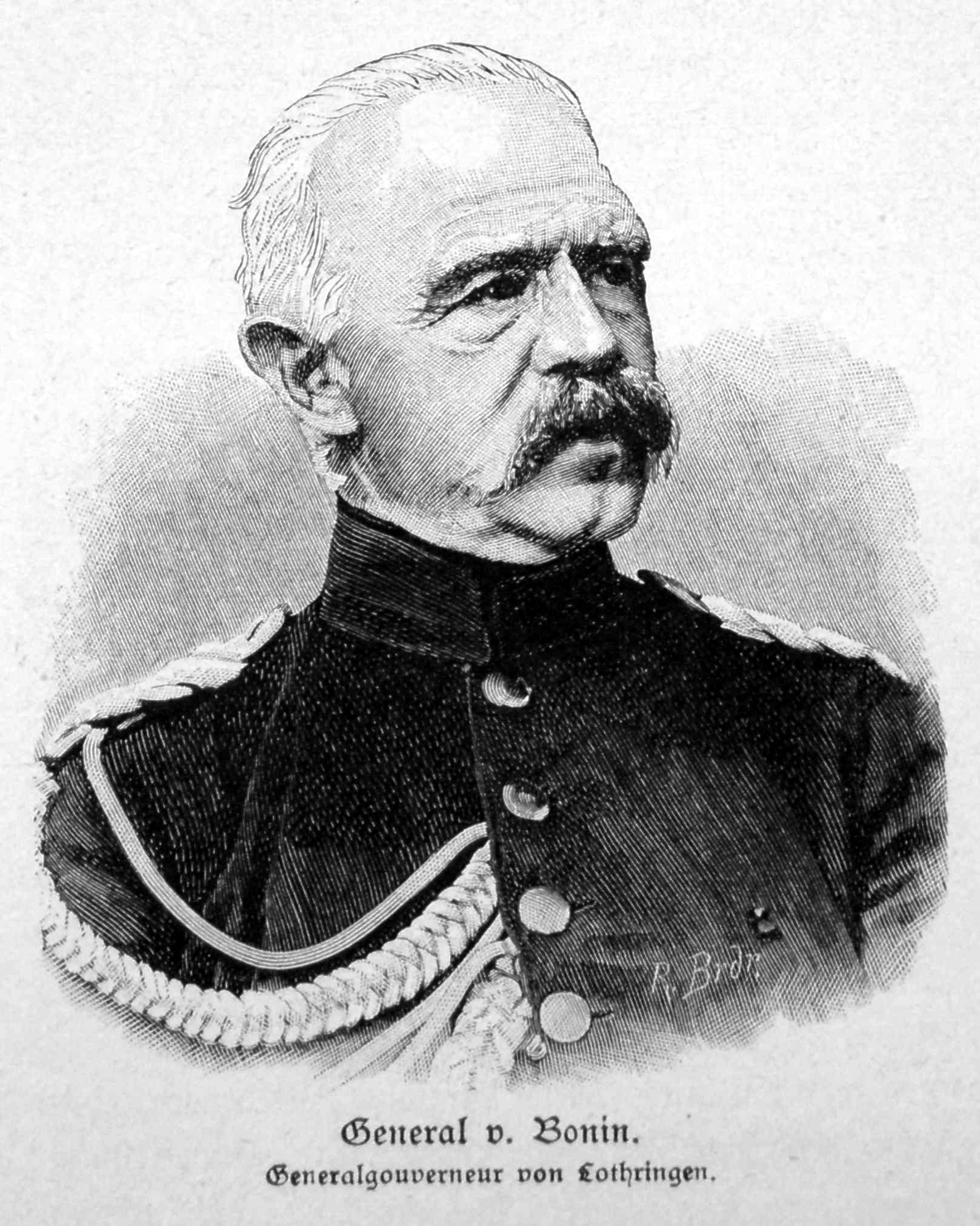
Pruský generál Adolf von Bonin

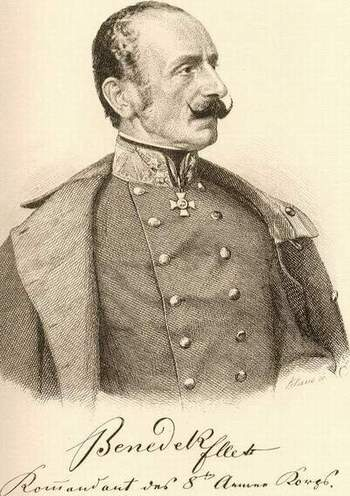
Ludwig von Benedek

## Bitva
Většina rakouské IV. armády byla nadále usazena jihovýchodním směrem od Dvora Králové n. L. Od plukovníka von Stocklina očekával rozkazy 6. dělostřelecký pluk Coronini (Maďaři), před kterým stála v severovýchodním předpolí Fleischhackerova brigáda a Prusové ve městě. Jihozápadně od města, před Labem, jako přirozenou překážkou stála baterie dělostřelectva patřící k ustupujícímu rakouskému X. armádnímu sboru.
Prusové se ke Dvoru Králové n. L. blížili ze severního směru, kde měli dva důležité přechody přes Labe, skrz Královský les a královédvorskou cestu. Již ze samotného lesa se z obou stran královédvorské cesty nabízel pruským gardovým jednotkám obrázek na zdecimované jednotky nepřítele a opuštěné zařízení všeho druhu.
Kolem 15. hodiny se k silám v lese připojil předvoj pod plukovníkem von Kesselem. Na ustupující nepřátelské kolony, po obou stranách Labe, nechal von Kessel povolat dvě baterie a zahájil na nepřítele palbu. Než předvoj zahájil další pochod kupředu, zůstala dělostřelba díky velké vzdálenosti neúčinná. Nicméně již docházelo k prvním přestřelkám s von Stocklinovými jednotkami v předpolí města, které měly krytí v kukuřičném poli a střílely na první Prusy. Podplukovník hrabě Waldersee na špici postupující 2. lovecké roty pluku gardy střelců bezodkladně nařídil svým mužům, aby se roztáhli a pokusil se Rakušany obejít. Když sem hrabě Waldersee přesunul 10., 11. a 12. rotu, vzdali se Rakušané svých pozic v předpolí města. Spořádaně, avšak s významnými ztrátami, se stáhli zpět do města.
Muži plukovníka von Stocklina se dobře opevnili při severním vchodu do města, avšak již při prvním útoku do něj Prusové pronikli. 10. a 11. rota gardy střelců zde vzala první zajatce a dosáhla dokonce na náměstí. Když obě pruské 12. roty, 1. gardy pluku a gardy střelců, dosáhly dalších cest ve městě, vznikaly živelné šarvátky s tím důsledkem, že Rakušané byli stále více na ústupu. V nepřehledné situaci ztratil Coroniniho dělostřelecký pluk prapor svého 3. bataliónu. Velká část pluku se v překvapení tohoto incidentu vzdala. Méně z nich se přes ještě volné labské mosty dostalo ke svým jednotkám. K mostům poté Prusové postupovali. Západní most získala bez boje 12. rota gardy střelců. K jižnímu mostu byla povolána 9. rota 2. gardy pluku s úkolem most zabrat, což se stalo. K rotě byli připojeni gardoví pionýři kapitána von Adlera, kteří měli v případě potřeby, či v případě obnovení vlády nad městem Rakušany, vyhodit most do povětří. 9. rota 2. gardy pluku vydržela ostřelování nepřátelské rakouské baterie až do nahrazení udatného bataliónu granátníků 2. gardy pluku. Pokus Prusů donutit obsluhu nepřátelského dělostřelectva k pohybu ztroskotal díky jednotkám gardy Husarů a gardy Střelců. Tím pádem kanonáda Rakušanů neustávala. Obavy Prusů ze znovuzískání Dvora králové n. L. Rakušany se nenaplnily.

## Ztráty
Coroniniho pěší pluky se nacházely od začátku na ztracených pozicích. Zvládaly své úkoly - držet pruské gardové jednotky dále od Labe - se ctí a za cenu četných obětí. Avšak pruské gardové sbory postupně navýšily své stavy až na 5000 mužů, a tak se stal boj již velmi nerovný, neboť Rakušanů se ve Dvoře Králové n. L. a jeho okolí nacházelo jen asi 800.
Coroniniho pěší pluk byl bezmála zcela rozprášen, ztratil svého velitele plukovníka von Stocklina, který se s většinou pluku vzdal, 3. batalion přišel o svůj prapor. Rakušané u Dvora Králové ztratili asi 600 mužů, z toho 100 padlých. Naopak Prusové získali město za nepoměrně menších ztrát a obětí.